# Gorlosen
Gorlosen là một đô thị ở huyện of Ludwigslust, bang Mecklenburg-Vorpommern, Đức. Đô thị này có diện tích 53,02 km², dân số thời điểm 31 tháng 12 là 572 người.